# Camacupa
Camacupa este un municipiu în provincia Bié, Angola.